# راندال تي شيبرد
راندال تي شيبرد (بالإنجليزية: Randall T. Shepard) هو محامي وقاضي أمريكي، ولد في 24 ديسمبر 1946 في لافاييت في الولايات المتحدة.

## وصلات خارجية
- راندال تي شيبرد على موقع إن إن دي بي (الإنجليزية)